# 磯崎站
磯崎站（日语：／ Isozaki eki */?）是位於茨城縣常陸那珂市平磯町，常陸那珂海濱鐵道的湊線車站。

## 歷史
此站在啟用時為終點站。那珂湊站設有車廠，但是由於此站周邊的水質較好，因此在1925年設置了機車庫、供水塔和煤架
- 1924年（大正13年）9月3日 - 湊鐵道那珂湊至此站之間開通，此站啟用[2]。
- 1928年（昭和3年）7月17日 - 延伸至阿字浦，全線開通[3]。
- 1944年（昭和19年）8月1日 - 公司合併後，成為茨城交通車站。
- 1970年（昭和45年）10月1日 - 結束車載貨物起卸業務[4]
- 1977年（昭和52年）12月16日 - 成為無人車站，設置自動售票機[4]
- 2008年（平成20年）4月1日 - 由常陸那珂海濱鐵道接管鐵路線。

## 車站構造
此站是地面車站，設有1面1線的單式月台。此站是無人車站。車站位於彎位上，因此月台也彎曲的。
此站曾經設有蒸氣機車專用的水塔。在1990年車站周邊進行土地平整。

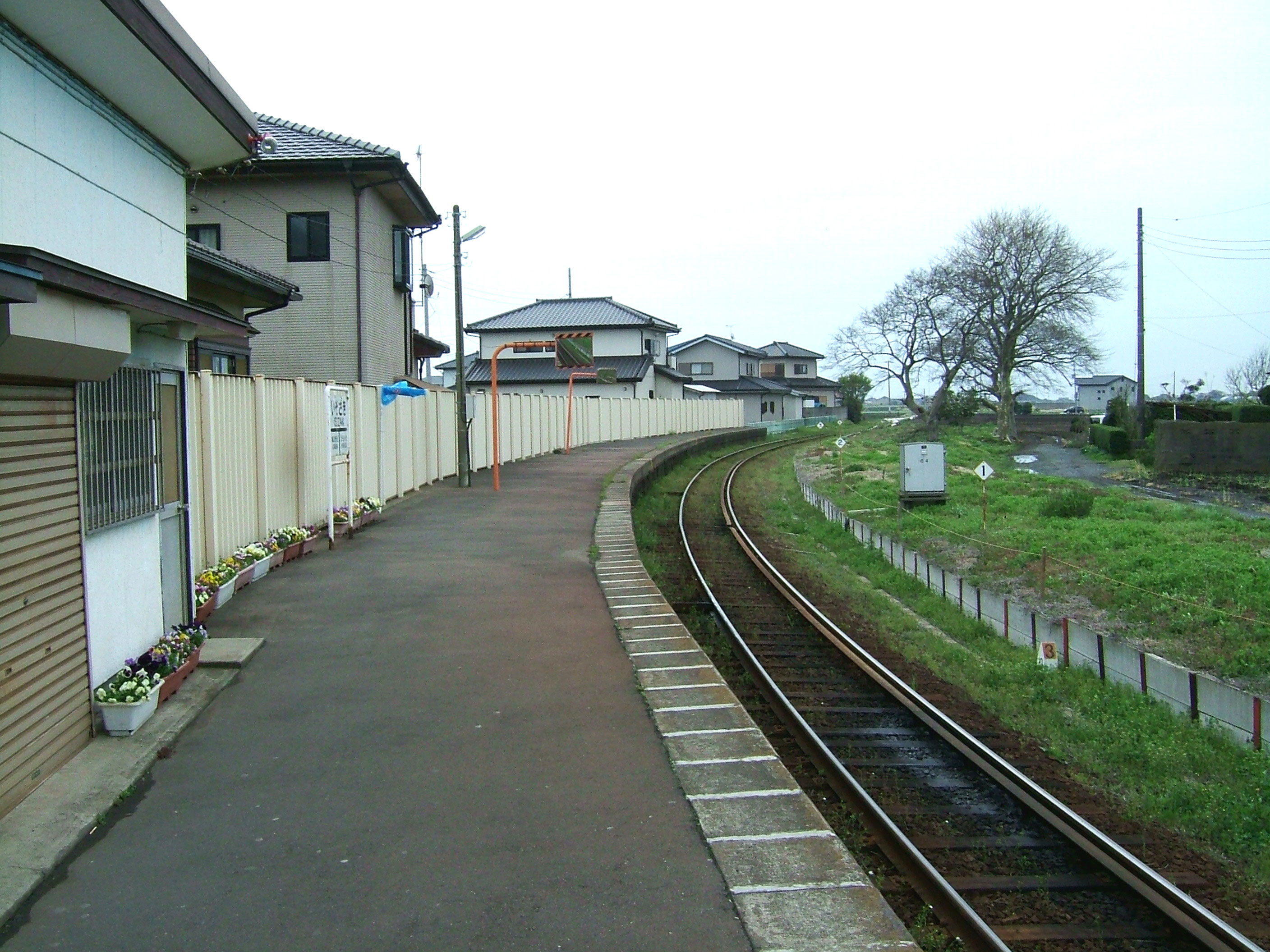
月台(2008年4月)
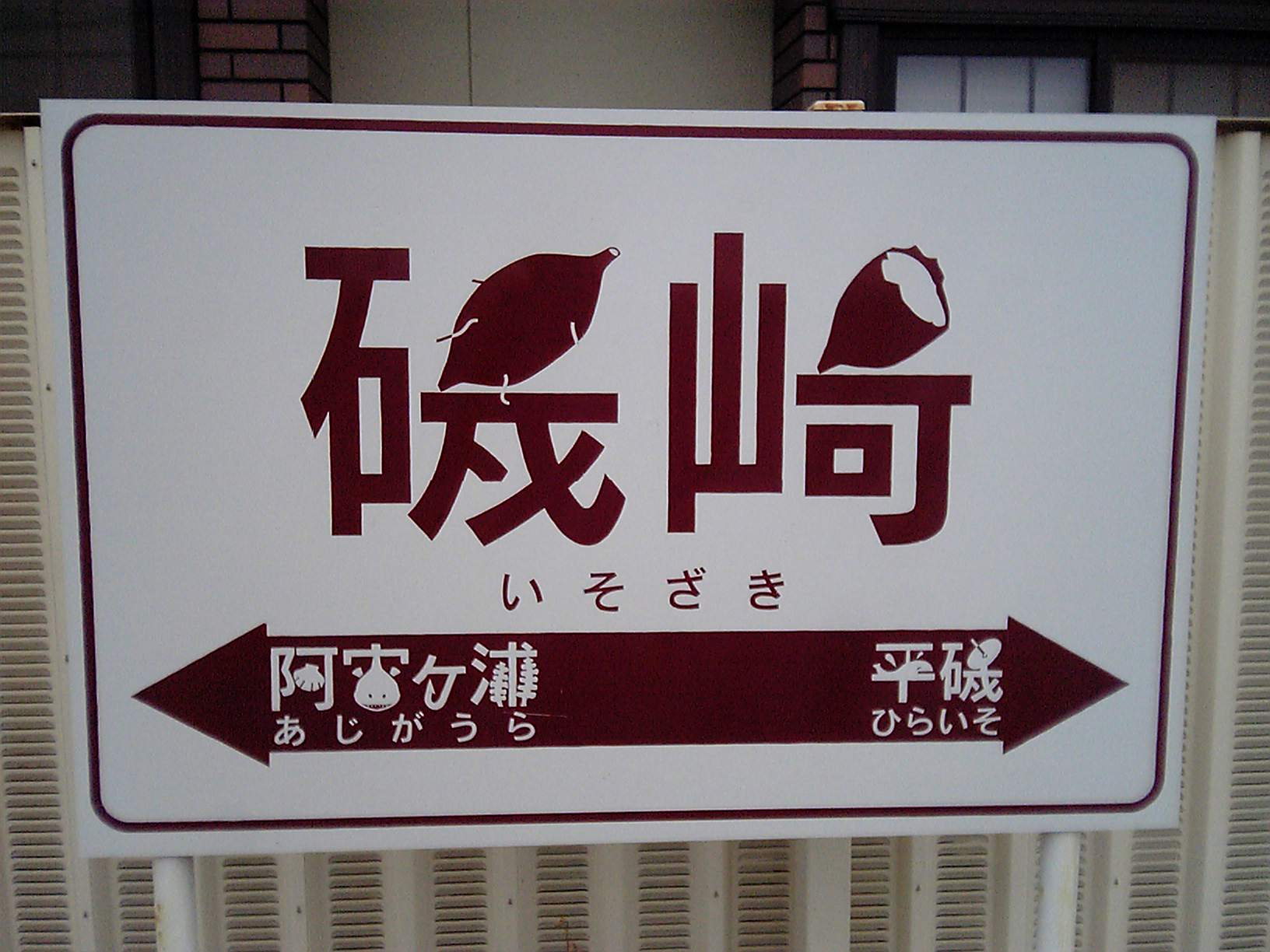
站名牌(2009年10月24日)

## 在此站的運行形態
- 上行（那珂湊、勝田方向）
  - 日間設有大約每小時1-2班普通列車（前往勝田）停靠，此站的尾班車只會前往那珂湊[5]。
- 下行（阿字浦方向）
  - 日間設有大約每小時1-2班普通列車（前往阿字浦）停靠[5]。

## 使用狀況
- 以下為此站使用狀況變遷[6]：
  - 一年乘車人次以人作單位。更適合用於比較年度數據。
  - 當中，最高値會使用紅色，在最高値記錄年度以後的最低値使用青色、在最高値記錄年度以前的最低値使用綠色作標記。

| 年度               | 一年乘車人次：人／年度 | 一年乘車人次：人／年度 | 一年乘車人次：人／年度 | 一年乘車人次：人／年度 | 特別事項 |
| ------------------ | ---------------------- | ---------------------- | ---------------------- | ---------------------- | -------- |
| 年度               | 通勤定期乘客           | 上學定期乘客           | 其他乘客               | 合計                   | 特別事項 |
| 2000年（平成12年） |                        |                        |                        | 40,386                 |          |
| 2001年（平成13年） |                        |                        |                        | 37,533                 |          |
| 2002年（平成14年） |                        |                        |                        | 38,124                 |          |
| 2003年（平成15年） |                        |                        |                        | 38,670                 |          |
| 2004年（平成16年） |                        |                        |                        | 37,653                 |          |
| 2005年（平成17年） |                        |                        |                        | 34,050                 |          |
| 2006年（平成18年） |                        |                        |                        | 34,646                 |          |
| 2007年（平成19年） |                        |                        |                        | 33,205                 |          |
| 2008年（平成20年） |                        |                        |                        | 34,117                 |          |
| 2009年（平成21年） |                        |                        |                        | 35,040                 |          |
| 2010年（平成22年） |                        |                        |                        | 35,770                 |          |
| 2011年（平成23年） |                        |                        |                        | 30,378                 |          |
| 2012年（平成24年） |                        |                        |                        | 35,445                 |          |
| 2013年（平成25年） |                        |                        |                        | 37,595                 |          |
| 2014年（平成26年） |                        |                        |                        | 41,975                 |          |
| 2015年（平成27年） |                        |                        |                        | 44,165                 |          |
| 2016年（平成28年） |                        |                        |                        | 43,070                 |          |
| 2017年（平成29年） |                        |                        |                        | 44,909                 |          |
| 2018年（平成30年） |                        |                        |                        | 45,260                 |          |

## 車站周邊

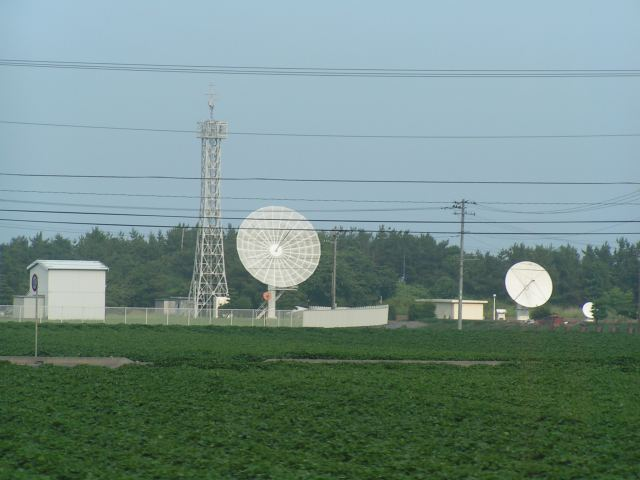
平磯太陽觀測中心(2005年8月2日)

此站位於常陸那珂市（舊·那珂湊市）內，鄰近酒列磯前神社。車站周邊都是番薯田，也有生產番薯和乾番薯的地方。
- 磯崎郵局
- 常陸那珂市立磯崎小學
- 情報通信研究機構平磯太陽觀測中心 （页面存档备份，存于） - 步行15分鐘。

## 巴士路線
| 乘車處                     | 系統       | 主要途經                                     | 目的地   | 巴士公司     | 備註 |
| -------------------------- | ---------- | -------------------------------------------- | -------- | ------------ | ---- |
|                            | 那珂湊路線 | 阿字浦站、海濱公園西出口、縣營西十三奉行團地 | 那珂湊站 | 微笑青空巴士 |      |
| 平磯南町、那珂湊站、魚廣場 | 那珂湊路線 | 那珂湊站                                     |          | 微笑青空巴士 |      |

## 相鄰車站
常陸那珂海濱鐵道
■湊線
美乃濱學園－磯崎－阿字浦

## 注腳
1. ↑  『湊線百年史』常陸那珂海濱鐵道，2015年，37頁
2. ↑  「地方鉄道運輸開始」『官報』1924年9月6日（國立國會圖書館數碼化收藏）
3. ↑  「地方鉄道運輸開始」『官報』1928年7月21日（國立國會圖書館數碼化收藏）
4. 1 2  『湊線百年史』常陸那珂海濱鐵道，2015年，309頁
5. 1 2  磯崎駅時刻表.駅探（日語）
6. ↑  ひたちなか市統計書各年度版 （页面存档备份，存于）（日語）
7. ↑  酒列磯前神社.交通アクセス （页面存档备份，存于）（日語）
8. ↑  磯崎駅|ひたちなか海浜鉄道 （页面存档备份，存于）（日語）

## 外部連結
- 磯崎站 （页面存档备份，存于）（日語） - 常陸那珂海濱鐵道